# Felchbach
Der Felchbach ist ein mehr als 15 Kilometer langer, rechter Zufluss der Schwäbischen Rezat im mittelfränkischen Landkreis Weißenburg-Gunzenhausen. Er wird abschnittsweise auch Flurbach, Mühlbach und Schleifersbach genannt.

## Name
Der Bach wird 1425 (als Felge) erstmals schriftlich genannt. 1715 erscheint der Fluss unter dem Namen Velch, 1789 als die Felb, 1833 erstmals als Felchbach. Die Deutung des Namens ist unsicher, könnte jedoch vom althochdeutschen Wort felga für 'umgepflügtes Feld' abgeleitet sein.

## Geographie

### Verlauf
Der Felchbach entsteht in einem Waldstück östlich von Engelreuth (Markt Pleinfeld) durch den Zusammenfluss des rechten Steinbachs und des linken Flurbachs, zwei am West- bzw. am Südfuß des Schloßbergs entspringender Bäche. Nacheinander durchfließt oder passiert er auf südwestlichem bis westlichem Lauf die Orte Enhofen, Burg, Ettenstatt, Kruglmühle, Höttingen und Weiboldshausen. Nach Unterquerung der Bundesstraße 13 mündet er nördlich von Weißenburg, aber schon in der Stadtgemarkung von Ellingen bei dessen Bräumühle in die Schwäbische Rezat.

### Zuflüsse
Liste der Zuflüsse werden vom Zusammenfluss der Oberläufe zur Mündung.
- Flurbach, linker Oberlauf, ca. 3,0 km und ca. 5,2 km²
- Steinbach, rechter Oberlauf,  und ca. 2,4 km²
- Engelbach, von links etwas nach und gegenüber von Engelreuth
- Gallersbach, von links, ca. 2,6 km und ca. 1,6 km²
- Ringelbach, von links kurz vor Enhofen, ca. 2,4 km
- Bruckbach, von rechts bei Burg, ca. 0,8 km
- Ettenbach, von links in Ettenbach, ca. 1,2 km
- Moorholzgraben, von links kurz nach Ettenbach
- Rohrbach, von links nahe der Kruglmühle
- Frommbach, von links bei Höttingen, ca. 1,7 km
- Bösbach, von links nahe der Bräumühle in den oberhalb unscheinbaren linken Mündungsarm, ca. 7,7 km und ca. 12,1 km²